# International Amateur Karate-Kickboxing Sports Association
Международная спортивная ассоциация любительского кикбоксинга (англ. International Amateur Karate-Kickboxing Sports Association, IAKSA) — международная спортивная ассоциация любительского и впоследствии профессионального кикбоксинга, созданная в 1987 году. IAKSA делится на IAKSA Amateur (любительское направление) и IAKSA Pro (профессиональное направление).

## История

### Создание ассоциации
Первые спортивные соревнования с реальным контактом, ставшие возможными благодаря недавно (на то время) разработанному защитному снаряжению, состоялись в США в 1974 году под названием «All Style Contact Karate» или «первое первенство мира по контактному карате». В результате этого быстро развивающегося нового вида спорта возникло несколько ассоциаций, каждая из которых преследовала различные политические цели в спорте, однако зачастую на передний план ставились именно коммерческие аспекты.
В 1987 году была создана Международная спортивная ассоциация любительского кикбоксинга — IAKSA. Изначально штаб-квартира была расположена в Австрии.
С 1988 года регулярно проводятся чемпионаты Европы и мира.
В 1993 году Федерация кикбоксинга России (ФКР) становится коллективным полным членом IAKSA.

### Слияние IAKSA и WAKO
В 2006 году руководство IAKSA подписали договор о слиянии с WAKO, не проведя общего собрания с главами федерации кикбоксинга стран, входящих в Международную организацию, в результате чего произошёл раскол ассоциации: руководство вместе с частью членов ассоциации объединились с WAKO, что сделало возможным её принятие Генеральной ассоциацией спортивных федераций в качестве руководящего органа по кикбоксингу. Другая часть зарегистрировали новую IAKSA, которая берёт свое начало с 2006 года, штаб-квартира была создана в Италии, любительское направление возглавил Юрий Другин (Россия), профессиональное — Жандоменико Беллеттини (Италия).

## Чемпионаты Европы и мира

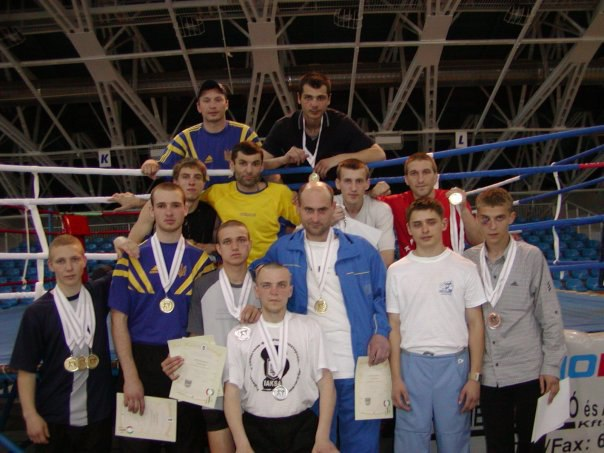
Победители кубка Европы 2004-го года по кикбоксингу IAKSA (Сегед, Венгрия).

### Чемпионаты с 1988 по 2006
Чемпионаты Европы:
- 1988 — Карлсруэ (Германия),
- 1990 — Бирмингем (Великобритания),
- 1992 — Гамбург (Германия),
- 1992 — Римини (Италия),
- 1996 — Грац (Австрия)[19],
- 1998 — Стамбул (Турция)[20][21],
- 2004 — Сегед (Венгрия)[22],
- 2006 — Лиссабон (Португалия).

Чемпионаты мира:
- 1989 — Грац (Австрия)[19],
- 1991 — Берлин (Германия),
- 1993 — Оденсе (Дания)[23],
- 1995 — Халл (Канада),
- 1997 — Бирмингем (Великобритания),
- 1999 — Мадрид (Испания),
- 2000 — Дублин (Ирландия)[24],
- 2001 — Клагенфурт (Австрия)[19][25][26],
- 2002 — Каорле (Италия)[27][28][29],
- 2003 — Орландо (Флорида, США)[30][31][32],
- 2004 — Базель (Швейцария)[33][34][35][36][37][38][39],
- 2005 — Москва (Россия) (Кубок мира)[40][41],
- 2005 — Ниагара-Фолс (Канада)[42][43][7][44][8][45][46][47].

### Чемпионаты с 2006 по настоящее время
- 2006 — Виареджо (Италия)[48],
- 2007 — Марина-ди-Каррара[итал.] (Италия),
- 2008 — Римини (Италия)[49],
- 2010 — Масса-Каррара (Италия)[50]
- 2011 — Марина-ди-Каррара[итал.] (Италия)[51],
- 2013 — Сан-Марино[52]
- 2016 — Сан-Марино[53],
- 2020 — Сан-Марино[54][55],
- 2021 — Сан-Марино[56].

## Структура федерации и страны участники
Структура федерации: Общее собрание, Совет директоров, Президент.
Вице-президент — Дмитрий Олийник (Украина). Президент IAKSA Amateur (любительское направление) — Юрий Другин (Россия), президент IAKSA Pro (профессиональное направление) — Беллеттини Жандоменико (Италия).
Страны — члены ассоциации: Италия, Россия, Украина, Германия, США, Венгрия, Швеция, Дания, Испания, Португалия, Голландия, Норвегия, Швейцария, Словения, Хорватия, Греция, Южная Африка, Австралия, Аргентина, Польша, Англия, Ирландия, Шотландия, Канада, Израиль, Бразилия, Грузия, Молдова, Египет, Чехия, Армения, Узбекистан, Таджикистан, Индия, Южная Корея, Арабские эмираты, Мексика, Финляндия, Эстония, Литва, Белоруссия, Казахстан, Монголия, Таиланд, Марокко.

## Чемпионы IAKSA получившие широкую известность
- Вовчанчин, Игорь Ярославович
- Грачёв, Денис Александрович
- Аскеров, Джабар Магомедович
- Журавлёв, Павел Михайлович
- Исаев, Ризван Абдуллаевич
- Абдуллаев, Вагиф Давудович
- Пилипенко, Игорь Юрьевич
- Березенко, Лариса Григорьевна[укр.]
- Doris Köhler[англ.]
- Nicole Trimmel[англ.]
- Марабян Артур Владимирович[66][67][68][45][69][70][71][72][46][73]